# Pseudione callianassae
Pseudione callianassae är en kräftdjursart som beskrevs av Robby August Kossmann 1881. Pseudione callianassae ingår i släktet Pseudione och familjen Bopyridae. Det är osäkert om arten förekommer i Sverige. Inga underarter finns listade i Catalogue of Life.